# Lygromma peckorum
Espèce
Lygromma peckorum est une espèce d'araignées aranéomorphes de la famille des Prodidomidae.

## Distribution
Cette espèce est endémique du département de Quindío en Colombie,. Elle se rencontre vers Calarcá.

## Description
Le mâle holotype mesure 3,31 mm et la femelle paratype 4,05 mm.

## Systématique et taxinomie
Cette espèce a été décrite par Platnick et Shadab en 1976.

## Étymologie
Cette espèce est nommée en l'honneur de Stewart B. Peck et Jarmila Kukalová-Peck.

## Publication originale
- Platnick & Shadab, 1976 : « A revision of the spider genera Lygromma and Neozimiris (Araneae, Gnaphosidae). » American Museum novitates, no 2598, p. 1-23 (texte intégral).